# Egér-úti kalandok
Az Egér-úti kalandok (eredeti cím: The Country Mouse and the City Mouse Adventures) német–olasz–angol–francia televíziós rajzfilmsorozat. Amerikában 1997. szeptember 21. és 1999. október 27. között az HBO for Kids vetítette. Magyarországon a Duna TV, az M2 és a Kiwi TV sugározta.

## Ismertető
A sorozat főhősei Emily és Alexander, két bátor egér. Léghajójukkal világ körüli utazásra indulnak. Útjuk során több országot is meglátogatnak. Találkoznak rokonaikkal, barátaikkal és új barátokra is lelnek. Minden egyes országban ha valahol baj történik, ketten és barátaikkal összetartva segítenek állatok és emberek életén.

## Szereplők

### Egerek
- Emily – Alexander unokatestvére. Egy amerikai, vidéki nőegér. Megszerette a síelést, amikor Alexanderrel Németországban és Svájcban jártak. Néhány országban, nagy méretű állatokkal barátkozott meg. Allergiás néhány dologra. Egy piros színű ruhát hord, egy fehér köténnyel és egy szalmakalapot, piros szalaggal. Egy világossárga színű napernyőt visz magával, ha utazni megy.
- Alexander – Emily unokatestvére. Egy amerikai, városi férfiegér. Néha egy kicsit ügyetlen. Irakban egyszer elhipnotizálták. Egy kék öltönyt hord, egy piros csokornyakkendővel és egy kalappal. Ez a felszerelés látható rajta minden epizódban. Egy fekete színű napernyőt visz magával, ha utazni megy.

### Patkányok
- Csonkavész – Egy patkány, akinek hiányzik a farka. Ő a legkeresettebb patkánybűnöző a világon. Többször próbál meg értékes dolgokat ellopni, ám Emily és Alexander mindig megakadályozza terveit.

### Emberek
Gyerek fiúk
- Franz – Egy szőke hajú, német fiú, Richard Strauss fia. Édesapja karmester, aki bajba kerül, amikor kicserélik kottáit. Emily és Alexander segítenek, hogy megmentsék édesapja előadását, a bajori zene fesztivált.
- Nulgali – Egy fekete hajú, eszkimó fiú. Barátja Emily és Alexander. A két egér Kanada északi csücskében jár és a jég hátán, egy kutyaszánnal indul neki az útnak. Közben itt is akad dolguk, ami nem könnyű feladat számukra. Megmentik őt és a testvérét Katelo-t az óriási jegesmedvétől. Valamint az édesapjukat is kimentik a jeges tengervízből.
- Banti – Egy fekete hajú, tibeti fiú. Barátja Emily és Alexander. Összetart az egerekkel, hogy megvédjék a yeti-t.
- Kostas – Egy fekete hajú, görög fiú. Barátja Emily és Alexander. Összetart az egerekkel, hogy leleplezzék az álcázott minotaurusz-t.
- Hugo – Egy barna hajú, olasz fiú. Egy piros sapkát visel. Barátja Emily és Alexander. Összetart az egerekkel, hogy a tolvajt elkapják az Orient Express-en és megmentsék a járatot.
- Ou Ji – Egy fekete hajú, kínai fiú. Barátja Emily és Alexander. Az egerek rádöbbenek, hogy a császár kizsákmányolja alattvalóit és kiderítik róla, hogy ő egy fogoly, de egyben ő a valódi császár, még a kizsákmányoló egy csaló patkány.
- Szása Malenkij – Egy barna hajú, orosz fiú. Egy piros svájci sapkát visel. A moszkvai cirkuszt valaki, arra használják, hogy szabadon lophassanak a városban. A gyanú az artistákra terelődik, de az egérkéknek segít, hogy leleplezzék a tettest. Végül felveszik cirkuszi artistának.
- Benny – Egy vörös hajú, amerikai fiú. Ügyes énekes és tehetséges művész is. A New York-i színház működését szabotálják valakik. Az egérkékkel kideríti, hogy bankrablók állnak a háttérben, akik azt gondolják, ha a színházat bezáratják, könnyebben ki tudják rabolni a szomszédos bankot. Nehéz feladattal néz az egérkékkel, szemben, de leleplezik a bűnözőket. Végül a felújított színházban művésznek veszik fel.
- Robby – Egy szőke hajú, skót fiú. Egy kastélyban lakik, a szüleivel. A kastélyukban kísértetjárás folyik, ezért szülei el akarják adni a kastélyt és mellesleg drága fenntartaniuk. A két egérkével bebizonyítja, hogy szellemek nem léteznek, mert nem akar elköltözni a kastélyból. Mikor kiderül, ki adta ki szellemnek magát és ki rejtőzött a kastélyban, úgy döntenek a szülei, hogy a kastélyt mégsem adják el.
- Paolo – Egy barna hajú, spanyol fiú. Barátja Emily és Alexander. Elsodródik hajóval a viharban és kalózok elfogják. Palackban üzenetet küld a szüleinek és a segítségére sietnek. Végül az egérkékkel közösen a megmenekül. Az egérkékkel a szabadulását az nehezíti, hogy Galapagos sziget állatvilágát is meg kell menteniük. De szerencsével jár és megmenekül az egérkékkel együtt.
- Abdul – Egy fekete hajú, iraki fiú. Barátja Emily és Alexander. Az egérkékkel összetart, hogy újra felfedezzék az egykori paradicsom helyét.
- Danny Johnson – Egy szőke hajú, kanadai fiú. Az édesapja, Klondike bányájában ásott aranyat. Az egérkék aranymosásra készülnek Kanadában. Az aranylelőhely térképét ellopta egy körözött tolvaj. Elindul az egérkékkel, a térkép visszaszerzésére és sikerrel járnak.

Felnőtt férfiak
Gyerek lányok
- Monique – Egy vörös hajú francia, lány. Barátja Emily és Alexander. Gondoskodik arról, hogy apja mesterművei tisztán megmaradjanak.
- Molly – Egy szőke hajú, angol lány. Barátja Emily és Alexander. Kíváncsi egy rózsaszín fejpántot visel a fején. Gondoskodik a királynő koronájában levő gyémánt tisztításáról.
- Carol – Egy vörös hajú, angol lány. Barátja Emily és Alexander. Édesapja repülőgép vezető. A repülőmasinák javításában segít édesapjának.
- Katelo – Egy fekete hajú, eszkimó lány. Barátja Emily és Alexander. A két egér Kanada északi csücskében jár és a jég hátán, egy kutyaszánnal indul neki az útnak. Közben itt is akad dolguk, ami nem könnyű feladat számukra. Megmentik őt és a testvérét Nulgali-t az óriási jegesmedvétől. Valamint az édesapjukat is kimentik a jeges tengervízből.
- Petra – Egy szőke hajú, svájci lány. Barátja Emily és Alexander. Összetart Emilyvel és Alexanderral és segít kideríteni, hogy a csokoládéjukat ki lopta el. A csokoládé verseny előtt történik az aranyrablás. A versenyt megzavarják, mivel ellopják a legfinomabb csokoládét, hogy saját készítményeként mutassák be. Résen van Emily-vel és Alexander-rel, hogy kiderítsék. A két csaló-rabló elnyeri méltó érdemét.
- Maria – Egy fekete hajú, mexikói lány. Barátja Emily és Alexander. A két egér hajóval érkezik Mexikóba és utána úszógumival próbálkoznak partra jutni. Az egérkék kis híján majdnem vízbe fulladnak, amikor megmenti őket. A két egérke hálából az édesapjának segít megkeresni a portugál vitorláshajót, amely az egykoron sok kinccsel elsüllyedt.
- Jeanie / Giny – Egy göndör vörös hajú, amerikai lány. Barátja Emily és Alexander. Egy zöld inget hord, egy tengerész gallérja van a nyaka körül, a szoknyája pirosban és zöldben változatos és két zsebe van. Az apja szerelő és megemlíti neki, hogy a nagyapja feltaláló. Az apja a drótkötélpályás felvonó vezetőjét, aki egy rabló, szabálytalan vezetés miatt kirúgja. A rabló úgy tesz, mintha az apja volna. Az apját ezért tévedésből keretezte a rendőrségi őrök közül az egyik, aki nem ismeri fel, ahogy felszáll arra a drótkötélpályás felvonóra, ami irányítás nélkül mozog. Amiket az egerek Emily, Alexander és Ernestine visszanyernek, egy dollárszámlákkal teli zsák. Jeanie megpróbálja felébreszteni az öntudatlan rendőrt és elmondja neki, hogy az apja ártatlan. A rendőrőrszobához és esésekhez közeli drótkötélpályás felvonó katasztrófái előtt hisz neki.
- Sarita – Egy fekete hajú, indiai lány. Barátja Emily és Alexander. A vadőr lánya, a két egér Indiába utazik, ahol segítenek neki abban, hogy kiderítse bizonyos állatok, miért tűnnek el annyira titokzatosan.
- Kiko – Egy fekete hajú, japán lány. Barátja Emily és Alexander. A selyemfestő lánya. Mitcumival megbarátkozik.
- Mitcumi – Egy fekete hajú, japán lány. Barátja Emily és Alexander. A császár lánya. Kikoval megbarátkozik.
- Amy – Egy vörös hajú, ausztrál lány. Barátja Emily és Alexander. Egy farmon él. Jól lovagol a lován. Édesapja autóra cserélné az addig használt lovakat. Kedves lovát nehogy elveszítse, ezért nyeregbe pattan és megszökik otthonról. Az két egérkének sikerül felkutatnia, hogy hova veszett.
- Leni – Egy szőke hajú, német lány. Barátja Emily és Alexander. Zeppelin gróf unokája. Nagyapja zeppelineket készít. Szereti kipróbálni nagyapja motorcsónakjait és léghajóit. Nagyapja asszisztense viszont a léghajó terveket ellopja. A két egérkével együtt sikeresen meghiúsítja a gonosz segéd terveit.
- Ravia – Egy barna hajú, egyiptomi lány. Barátja Emily és Alexander. Az egérkékkel keresi Chamus fáraó kincseit, sikerrel jár és így minden expedíció tagjává fogadják.
- Tomaini – Egy csupaszra nyírt, fekete hajú, néger lány. Barátja Emily és Alexander. Az egérkék tanganyikai útján egy gyémántvadász alattomos tervét segít meghiúsítani és leleményességükkel ezáltal megmentik a bennszülöttek tanyáját is.
- Beáta – Egy szőke hajú, finn lány. Barátja Emily és Alexander. A játékgyár egyik alkalmazottjának a kislánya. A Mikulás rénszarvasait, egyszer egy gonoszkodó játékgyáros ellopta azért, hogy a gyerekek szülei tőle vásároljanak játékokat karácsonyra. A két egérkével épp a helyszínen tartózkodik. Nem tétlenkedik velük és segítségükre menve, hamarosan visszajuttatják a mikulásnak, a rénszarvasait.
- Rosa – Egy barna hajú, spanyol lány. Barátja Emily és Alexander. El Matador lánya. Édesapja a legjobb bikaviadalos Spanyolországban. Fáradozik rajta, hogy édesapját lebeszélje, arról ne csinálja a veszélyes bikaviadalt. A vállalkozás úgy bizonyul, hogy nem könnyű, mivel meg kell birkóznia az egyik családi hagyománnyal. A két egérke segítségével sikerül meggyőznie édesapját a viadal ellen.
- Olga Pavlova – Egy barna hajú, orosz lány. Barátja Emily és Alexander. Végül megbarátozik velük. Rossz tetteinek megbánása után, kibékül az egérkékkel. A balettintézet egy táncosa. Meg akarja akadályozni Annát a tehetségében, mivel féltékeny rá és irigy. Bezárja a pincében egy szekrénybe és át akarja venni a szerepét. A két egérke hamarosan megoldja a rejtélyt, hogy időben a segítségre siet és így nem sikerül a rossz terve. Mindazok után rájött, hogy nem egyformán de másban mind ketten jó tehetségűek.
- Anna Pavlova – Egy barna hajú, orosz lány. Barátja Emily és Alexander. A balettintézet legtehetségesebb növendéke. Olga ebben meg akarja akadályozni, mert féltékeny rá és irigy. A pincében bezárja egy szekrénybe és át akarja venni a szerepét. De a két egérke unokanővérükkel a segítségére siet és sikerül mégis időben ezt bebizonyítania, hogy a legtehetségesebb balett-táncos.
- Wendy – Egy vörös hajú, mexikói lány. Barátja Emily és Alexander. A papája az egyik maja romváros feltárásán dolgozik. Mr. Thomson megtalálja titkos bejáratot a Nap-templomon és az istennő drágakőből készült trónját megpillantják. A két egérkével és unokafivérükkel segítségére szorul, ennek megoldásában, hogy ki lopta el a felbecsülhetetlen értékű trónt és ezt jóra tegye velük.
- Benedetta – Egy barna hajú, olasz lány. Barátja Emily és Alexander. A két egérke Velencébe érkeze találkozik vele, unokabátyjuk, Mario meghívására. Velencében főzőversenyt rendeznek, a király látogatása alkalmából, amelyre a szülei is beneveznek. Valaki ellopja a titkos spagettireceptet és az egérkékkel együtt kideríti, hogy ki a tettes. A segítségük révén, végül a király megkóstolhatja a család receptjének spagettijét és pizzáját.
- Gina – Egy vörös hajú, kanadai lány. Barátja Emily és Alexander. Édesapja Marconi, aki egy híres feltaláló és a világraszóló kísérlete, majdnem kudarcba fullad. De a két egérke segítségével, megmenti édesapja világraszóló kísérletét.
- René – Egy barna hajú, francia lány. Barátja Emily és Akexander. Franciaországba érkezve ismerik meg az egérkék. A nagybátyjai a filmfelvevő gép bemutatására készülnek. De a kamerát, ellopja valaki. A két egérke segítségével menti meg a gépet és a két egérkéknek megint támad jó mentő ötletük.
- Elizabeth – Egy barna hajú, angol lány. A városban járva, egy grimaszolással, meg akarja nevettetni a palota őrét, de nem sikerül neki, mivel az őr nem figyel és édesanyjával tovább kell mennie.
- Amy – Egy szőke hajú, angol lány. Barátja Emily és Alexander. A két egérke megismerkedik vele, amikor Angliában meglátogatják unokaöccsüket, Sherlockot. Segít Shelrocknak, aki egy eltűnt kézirat után nyomoz, amely egy híres íróé. Segít megoldani a rejtélyt és természetesen ismét segítenek vele együtt az egérkék is.
- Danoo – Egy fekete hajú, bali lány. Barátja Emily és Alexander. Egy földi paradicsomban találkozik vele a két egérke. A rádzsa palotájában, egy nagy ünnepre készülnek, ahol fellép. Az nap este előtt kiderül, hogy eltűnt az arany fejdísze és anélkül nem szabad fellépnie. Kideríti hova tűnt a fejdísze, amelyben ismét az egérkék segítenek.
- Elise – Egy barna hajú, amerikai lány. Barátja Emily és Alexander. A Fehér Házba látogatva találkoznak vele. Jól lovagol pónin. nagy lovon is akar lovagolni és méghozzá Ciklonon. A nagy nap előtt látja, mikor kipróbálja Ciklon lovaglását, hogy hiányzik két patkója. keresni próbálja, de közben Ciklon is eltűnik. A két egérgének köszönhetően kerül elő Ciklon és előkerülnek a patkói is.
- Vilhelmina – Egy szőke hajú, holland lány. Barátja Emily és Alexander. Emma lánya. A két egérke a királyi család palotájába érkezve találkoznak vele. Királynővé akarják koronázni, ez az egérkéknek köszönhetően sikerül neki. Közben Alexander finom sajttokra vágyik, de a palotában valami furcsa dolog történik a sajtokkal.
- Henriett – Egy barna hajú, amerikai lány. A mamája Dr. Carver házi vezetőnője, sokat segített neki a találmányában.
- Kim – Egy barna hajú, új-zélandi lány. A két egérkével megismerkedik, amikor Amandához érkeznek Új-Zélandra. Az anyukájával női választójogért harcol Amanda a két egérkével. Amanda. Megismerkednek közösen az új-zélandi őslakosokkal is a maorikkal.
- Kate Shephard – Egy barna hajú új-zélandi nő, aki Kim anyukája. Női választójogért harcol vele, Amanda a két egérkével.
- Kerstine – Egy szőke hajú, német lány. Megismeri a két egérkét, amikor Ninát látogatják Németországban. Együtt él az anyukájával ott a játékbolt felett, ahol a játékkiállításra készülnek. Van egy Teddy macija is. Egy játékkészítő, akinek neve Richárd készített egy játékmacit a vásárra, amit szeretnének megszerezni többen is. Ez a megszerzés jóra fordul neki és az egérkéknek köszönhetően.
- Melanie – Egy barna hajú, Trinidadi lány. Trinidadban megjelennek éjféli rablók is és az egérkékkel közösen van mit tennie a bűnük elhárításának érdekében. Közösen együtt a gondokat megoldják.

Felnőtt nők
- Molly mamája – Egy szőke hajú angol nő, aki Molly édesanyja, a neve nem hangzik el. Az angol királynő palotáját rendezi.
- Franz mamája – Egy szőke hajú német nő, aki Franz édesanyja, a neve nem hangzik el. Richard Strauss felesége, megnézi férje zene előadásait.
- Cala – Egy fekete hajú, eszkimó nő, aki Nulgali és Katelo édesanyja.
- Mrs. MacKenzie – Egy szőke hajú, skót nő. Robby mamája. Barátja Emily és Alexander. Egy gyönyörű kastélyban lakik. Családjával együtt az életét kísértetjárás kísérteti. E miatt, minél előbb túl szeretnének adni rajta és el akarják adni a kastély. Mellesleg drága fenntartaniuk. A két egérkének sikerül számukra bebizonyítani, hogy szellemek nem léteznek. Mikor kiderül, ki rejtőzött a kastélyban és miért adta ki szellemnek magát, meggondolják maguk és mégsem költöznek el a kastélyukból.
- Mary Kingsley – Egy barna hajú, amerikai nő. Barátja Emily és Alexander. Egy őslénykutató. Afrikába látogatva találkozik vele a két egérke, unokatestvérük, Tio meghívására. Elrabolja a fehér színű gorillagyereket, a dzsungelt pusztító favágó. Az egérkék segítségével menti meg és szükség lesz a bátorságukra.
- Emma – Egy szőke hajú, holland nő. Vilhelmina édesanyja. Boldog, hogy lányát királynővé koronázzák.
- Kristin – Egy barna hajú, ausztrál nő. Amy mamája, aki házastársával hosszú utat tesz meg. A lovaikat el akarják adni, hogy autót vegyenek. Végül úgy döntenek, hogy a lovaikat mégsem adják el.
- Maria – Egy barna hajú spanyol nő. Barátja Emily és Alexander. A fia Paolo elsodródik hajóval a viharban és kalózok elfogják. Palackban üzenetet talál és a segítségére siet. Végül az egérkékkel közösen a fia megmenekül. Az egérkék és fia szabadulását az nehezíti, hogy Galapagos sziget állatvilágát is meg kell menteniük. De szerencsével járnak és előkerül a fia az egérkékkel.
- Danny Johnson mamája – Egy barna hajú, kanadai nő, aki Danny Johnson édesanyja, a neve nem hangzik el. A házastársával a fia megkeresésére indul, ahogy a fiuk eltéved az egérkékkel, a térkép visszaszerzése közben és szerencsésen rájuk találnak.
- Beáta mamája – Egy barna hajú, finn nő, aki Beáta édesanyja, a neve nem hangzik el. Otthon a fát állítja fel és díszít, amíg házastársa, az ünnepek előtt, játékgyárban dolgozik.

## Magyar hangok

### Főszereplők
- Kiss Erika – Emily
- Kassai Károly – Alexander
- Mikula Sándor – Csonkavész

### További szereplők
- Andresz Kati – Heidi / Mitcumi
- Áron László – ?
- Bácskai János – Claude Monet / Patkány
- Balázsi Gyula – Katzman
- Baradlay Viktor – ?
- Barát Attila – ?
- Barbinek Péter – ?
- Bognár Tamás – ?
- Boros Zoltán – O'Reilly
- Czigány Judit – Mrs. Ben, Petra anyja
- Czvetkó Sándor – ?
- Cs. Németh Lajos – ?
- Csere Ágnes – Amy anyja / Carmen
- Csuha Lajos – ?
- Csuja Imre – ?
- Dobránszky Zoltán – ?
- Dögei Éva – Molly / Maria
- Dudás Eszter – Jeanie / Giny
- Előd Álmos – Nulgali
- F. Nagy Zoltán – Saluta apja
- Fabó Györgyi – Mrs. MacKenzie
- Fazekas Zsuzsa – Paolo anyja
- Forró István – ?
- Garai Dóra – Rosa
- Garai Róbert – További szereplők
- Glósz Viktor – Benny
- Hámori Eszter – ?
- Harsányi Bence – Abdul
- Hirling Judit – Molly anyja / Beáta anyja
- Holl Nándor – Gaston
- Holló Orsolya – ?
- Imre István – ?
- Kardos Gábor – Louvre gondnoka, Monique apja / Noel, a mikulás
- Kárpáti Tibor – Marnak / Mr. Henrik
- Katona Zoltán – ?
- Kerekes József – Ambar
- Kisfalussy Bálint – Mr. Gustav Ben, Petra apja
- Kisfalvi Krisztina – Sarita
- Kocsis Mariann – ?
- Komlós András – További szereplők
- Koncz István – ?
- Kováts Dániel – ?
- Kökényessy Ági – MacKenzie
- Kőszegi Ákos – ?
- Lázár Sándor – ?
- Lukácsi József – ?
- Lux Ádám – ?
- Makay Sándor – Sam McBean, a vadorzó
- Melis Gábor – ?
- Minárovits Péter – Bhanti
- Molnár Ilona – Katelo / Petra / Kiko / Tomaini / Beáta
- Molnár Levente – Ou Ji
- Némedi Mari – Angol királynő
- Németh Gábor – Carle, Beáta apja / Rosa
- Orosz Anna – Agatha
- Orosz István – ?
- Ősi Ildikó – ?
- Pálfai Péter – Renaud / ?
- Palóczy Frigyes – Bernie gazdája
- Papp János – ?
- Pataky Imre – Virágbolt-tulajdonos
- Pusztaszeri Kornél – Jamyang
- Riha Zsófia – Monique / Maggie, a szarka
- Rosta Sándor – ?
- Schnell Ádám – Sherlock
- Simonyi Piroska – Ravia
- Simonyi Balázs – Robby / Danny Johnson
- Sinkovits-Vitay András – Louie de Bajusz
- Solecki Janka – ?
- Somlai Edina – Amy / Leni
- Sz. Nagy Ildikó – ?
- Szalay Imre – ?
- Szokol Péter – Franz / Kostas / Hugo / Szása Malenkij
- Szőnyi Juli – ?
- Szűcs Sándor – ?
- Szvetlov Balázs – Paolo
- Tátrai Zita – Greta
- Tolnai Miklós – ?
- Uri István – ?
- Vadász Bea – ?
- Varga Klári – ?
- Varga T. József – ?
- Vass Gábor – ?
- Végh Ferenc – ?
- Verebély Iván – Doug
- Wohlmuth István – További szereplők
- Zakariás Éva – ?
- Zsigmond Tamara – Carol
- Zsolnai Júlia – Cala / Asula, a tigris mama

## Epizódok
| 1. A bajusz pingáló – Franciaország 2. Az eltűnt gyémánt esete – Anglia 3. A karmester – Németország 4. Azok a csodálatos egerek, az ő repülő masináikon – Anglia 5. A jéghátán – Kanada 6. A svájci csokoládéverseny – Svájc 7. A nagy jetikaland – Tibet 8. Kincskeresés – Mexikó 9. A San Fransiscó-i földrengés – Egyesült Államok 10. Kapd el a tigrist! – India 11. A patkányszörny – Görögország 12. Kaland az Orient Expresszen – Olaszország 13. A kínai egércsászár – Kína 14. Kalandvágy – Japán 15. A moszkvai cirkusz – Oroszország 16. Egérkabaré – Egyesült Államok 17. Eldugottan, távol a világ zajától – Ausztrália 18. Hajrá, Zeppelin! – Németország 19. Az egérfáraósír titka – Egyiptom 20. A McKenzie kastély szelleme – Skócia 21. Egerek nélkül nem megy – Galapagos 22. Gyémánt szafari – Afrika 23. Oázis a sivatagban – Irak 24. Aranyláz – Kanada 25. Karácsonyi kívánságok – Finnország 26. A matadoregér – Spanyolország | 1. Kerékpárverseny – Franciaország 2. Egérbalett – Oroszország 3. A maják Hold istennője – Mexikó 4. Egérpizza – Olaszország, Velence 5. Egerek a dzsungelben – Afrika 6. Hajóutazás – Atlanti-óceán 7. Marconi és az egerek – Kanada 8. A mozgókép – Franciaország 9. Sherlock mouse – Anglia 10. Az aranyfejdísz – Bali 11. A Panama-csatorna – Panama 12. A baseball-döntő – Boston, Egyesült Államok 13. Vadnyugati egerek – New York, Egyesült Államok 14. Egerek a Fehér Házban – Washington, Egyesült Államok 15. Houdini és az egerek – Magyarország 16. Bonyodalmak a sajt körül – Hollandia 17. Az egérkék és a világkiállítás – St. Louis, Amerikai Egyesült Államok 18. Az egérkék Hongkongban – Hongkong 19. Az első repülőgép – Észak-Karolina, Amerikai Egyesült Államok 20. A sziámi kaland – Thaiföld 21. Lenn, a déli féltekén – Új-Zéland 22. Az ír örökség – Írország 23. Teddy Bear és az egérkék – Németország 24. Az egérkék az olimpián – Görögország 25. Az Északi-sarkon – Kanada 26. Éjféli rablókaland – Trinidad |